# Igor Kováč
Igor Kováč (* 12. Mai 1969 in Krompachy) ist ein ehemaliger slowakischer Sprinter, der sich auf den Hürdenlauf spezialisiert hatte.
Im 110-Meter-Hürdenlauf startete er zweimal bei Olympischen Spielen. 1992 in Barcelona trat er für die Tschechoslowakei an und schied in der Vorrunde aus, 1996 in Atlanta erreichte er, nun für die Slowakei startend, die Viertelfinalrunde.
Den größten Erfolg seiner Karriere erzielte er bei den Leichtathletik-Weltmeisterschaften 1997 in Athen. Im 110-Meter-Hürdenlauf gewann er mit einer Zeit von 13,18 s die Bronzemedaille hinter Titelverteidiger Allen Johnson (12,93 s) und dem Weltmeister von 1993, Colin Jackson (13,05 s). Es war Kováčs erste Finalteilnahme, nachdem er bei den drei vorangegangenen Weltmeisterschaften jeweils in der Halbfinalrunde ausgeschieden war. Darüber hinaus belegte er bei Leichtathletik-Hallenweltmeisterschaften 1997 in Paris den fünften und 1999 in Maebashi den achten Platz im 60-Meter-Hürdenlauf.
Des Weiteren sammelte Kováč zahlreiche nationale Meistertitel. 1990 und 1991 wurde er Tschechoslowakischer Meister im 110-Meter-Hürdenlauf. In derselben Disziplin gewann er 1993, 1994, 1998 und 2000 die slowakischen Meisterschaften. In der Slowakei wurde er außerdem Landesmeister im 100-Meter-Lauf (1993) sowie im 60-Meter-Hürdenlauf (1995, 2000) und im 60-Meter-Lauf (2000).
Igor Kováč ist 1,85 m groß und hatte ein Wettkampfgewicht von 74 kg.

## Bestleistungen
- 100 m: 10,32 s, 6. Juni 1997, Riga
- 200 m: 20,81 s, 23. August 1997, Prag
- 100 m Hürden: 13,13 s, 7. Juli 1997, Stockholm
- 60 m Hürden (Halle): 7,55 s, 20. Februar 1999, Prag